# Коремна линия
Коремната линия (на латински: linea nigra – черна линия) е линейна зона с повишена пигментация на кожата, която често се наблюдава в коремната област по време на бременност. Обикновено е с ширина приблизително един сантиметър, но това може да варира при всяка жена. Тази кафеникава ивица се простира вертикално по средната линия на корема, като най-често започва от пубиса и достига до пъпа, но в някои случаи може да се простира до горната част на корема.

## Причини за поява
При бременните жени появата на коремната линия е свързана с увеличено производство на хормона, стимулиращ меланоцитите, от плацентата. Това физиологично явление често се съчетава с появата на мелазма и потъмнели зърна. Хората със светла кожа по-рядко го проявяват в сравнение с тези с по-тъмна пигментация. Обикновено коремната линия избледнява и изчезва в рамките на няколко месеца след раждането.
Въпреки че основно се асоциира с бременността, коремната линия може да се появи при хора от двата пола и на различни възрасти. Извън контекста на бременността честотата на явлението е повишена равномерно при хора от двата пола на възраст между 11 и 15 години, което вероятно се дължи на хормоналните промени, характерни за пубертета. След 15-годишна възраст честотата на поява на тази линия намалява. При хората след пубертета тя често служи като индикатор за повишени доброкачествени естрогени. Честотата на поява спада под 10% след 30-годишна възраст. Освен това появата ѝ може да бъде резултат от бързо качване на тегло за кратък период. Рядко тя може да бъде показател за хормонални нарушения, генетични заболявания, злокачествени процеси, възпаления или дори гъбични инфекции.
- Коремна линия при различни бременни жени